# 분석 역학
이론 물리학과 수리 물리학에서, 분석 역학(analytical mechanics) 또는 이론 역학(theoretical mechanics)은 고전 역학의 밀접하게 관련된 공식들의 모음이다.

## 같이 보기
- 역학
- 운동학 (물리학)
- 동역학